# فرودگاه گوستوس
فرودگاه گوستوس (به انگلیسی: Gustavus Airport) یک فرودگاه همگانی بهره‌برداری هوایی با کد یاتا GST است که یک باند فرود آسفالت دارد و طول باند آن ۹۵۹ متر است. این فرودگاه در کشور ایالات متحده آمریکا قرار دارد و در ارتفاع ۱۱ متری از سطح دریا واقع شده است.